# Guitarra flamenca
A guitarra flamenca ou violão flamenco é um violão similar a um violão clássico. Ele é utilizado para acompanhamento do canto flamenco e para solos.

## História
Os luthiers da Andaluzia fazem instrumentos em uma ampla gama de preços, em grande parte pelos materiais utilizados e sua decoração. Os violões mais baratos eram muitas vezes simples, feitos a partir de madeiras locais mais baratas, tais como cipreste, em vez de jacarandás importados. Antonio de Torres, um dos luthiers mais renomados, não diferenciava entre o violão flamenco e o clássico. Só mais tarde, depois de Andrés Segovia e outros popularizarem a música de violão clássico, fez surgir esta distinção.